# Michael Harvey
Michael Paul Harvey (Manchester, 21 settembre 1989) è un taekwondoka britannico.

## Palmarès

### Mondiali di taekwondo
- Argento a Campionati mondiali di taekwondo 2011

### Europei di taekwondo
- Oro a Campionati europei di taekwondo 2012